# Langues baining-taulil
Les langues baining-taulil (ou langues baining, langues nouvelle-bretagne de l'Est) sont une famille de langues papoues parlées dans l'île de Nouvelle-Bretagne, en Papouasie-Nouvelle-Guinée.

## Classification
Les langues baining-taulil ont été rattachées par Wurm à une famille hypothétique, les langues papoues orientales. L'existence de cette famille est actuellement remise en cause.

## Liste des langues
Les langues baining-taulil sont, :
- langues baining:
  - kairak
  - makolkol
  - mali
  - qaqet
  - simbali
  - ura
- langues taulil
  - taulil
  - butam